# 7 vågade livet
7 vågade livet (svensk titel i Finland: Sju djärva män, originaltitel: The Magnificent Seven) är en amerikansk westernfilm från 1960 i regi av John Sturges, med Yul Brynner, Eli Wallach, Steve McQueen och Charles Bronson i rollerna. Filmen är en nyinspelning av Akira Kurosawas film De sju samurajerna från 1954.
Regissören John Sturges träffade efter några år Akira Kurosawa som förklarade sig mycket nöjd med filmen. Sturges refererade till händelsen som en stor dag i hans liv.

## Handling
Handlingen är förlagd till norra Mexiko där Calvera (Eli Wallach) och hans rövarband härjar. I en fattig by råder byäldsten att man ska leja ett antal amerikanska revolvermän att hjälpa dem att försvara sin skörd. Några män beger sig över gränsen och träffar Chris (Yul Brynner), som lovar att försöka bistå dem i kampen. Han knyter i sin tur till sig Vin (Steve McQueen), Bernardo (Charles Bronson), Britt (James Coburn), Harry Luck (Brad Dexter) och Lee (Robert Vaughn). Den unge Chico (Horst Buchholz) vill gärna hänga med, men avspisas av de andra som en ung spoling. Till slut accepterar de honom när han skäller ut byborna för att de gömmer sig när männen kommer till byn. Man planerar försvaret och bygger nya murar innan Calvera och banditerna stormar in. Flera blodiga bataljer utspelas innan alla banditer har bitit i gräset. Fyra av revolvermännen ligger också kvar i jorden. Chico stannar kvar hos en flicka i byn. Endast Chris och Vin rider hemåt igen.

## Medverkande
| Yul Brynner             | – Chris Larabee Adams |
| Eli Wallach             | – Calvera             |
| Steve McQueen           | – Vin Tanner          |
| Charles Bronson         | – Bernardo O'Reilly   |
| Robert Vaughn           | – Lee                 |
| Brad Dexter             | – Harry Luck          |
| James Coburn            | – Britt               |
| Horst Buchholz          | – Chico               |
| Jorge Martínez de Hoyos | – Hilario             |
| Vladimir Sokoloff       | – Old Man             |
| Rosenda Monteros        | – Petra               |
| Rico Alaniz             | – Sotero              |

## Nyinspelning 2016
Den 23 september 2016 hade en nyinspelning premiär. Filmen är regisserad av Antoine Fuqua och har bland andra Denzel Washington, Chris Pratt, Ethan Hawke, Vincent D'Onofrio, Lee Byung-hun, Manuel Garcia-Rulfo, Martin Sensmeier, Haley Bennett och Peter Sarsgaard i de ledande rollerna. I Sverige har denna nyinspelning fått behålla sin engelska ursprungstitel The Magnificent Seven.
I den här versionen så har handlingen förflyttats till år 1879 och den fiktiva gruvstaden Rose Creek som terroriseras av den förmögna och inflytelserika gruvägaren Bartholomew Bogue (Peter Sarsgaard) som äger guldgruvan som ligger utanför staden. Bland annat bränner hans medhjälpare ner stadens kyrka i ett försök att kuva stadens invånare. Det blir till slut Emma Cullen (Haley Bennett) och hennes vän Teddy Q (Luke Grimes) som tar kontakt med delgivningsmannen Sam Chisolm (Denzel Washington) och övertalar honom att hjälpa dem att bli av med Bouge och hans män. Det hela leder till en mycket blodig uppgörelse.